# Más allá de la vida (programa de televisión)
Más allá de la vida  fue un programa de televisión nacional, producido por Plural Entertainment y emitido en Telecinco desde el 10 de agosto de 2010 a las 00:15 horas. Su última emisión se produjo el 23 de agosto de 2012. Este formato sustituyó al talk show Enemigos íntimos desde su desaparición el 16 de noviembre de 2011, y se consolidó como el programa más visto desde su estreno. En él, cuatro invitados famosos y varios participantes anónimos escuchan los mensajes que la médium Anne Germain supuestamente recibe de personas fallecidas del entorno de cada invitado. Antes de cada programa, la médium recibe perfiles sobre cada invitado, aunque dice que no se basa en ellos.

## Historia
El viernes 2 de julio de 2010, varios portales de internet se hicieron eco de la producción de este programa para Telecinco, que aunque la cadena no llegase a dar luz verde a la emisión, parecía indicar que sí lanzaría finalmente este polémico espacio. Esta noticia fue lanzada por Pilar Rahola en Els matins de TV3, donde comentó que la invitada de este programa especial sería Carmen Martínez-Bordiú, con la intención de contactar con sus familiares o conocidos fallecidos a través de la médium.
Finalmente el 4 de agosto de 2010, se confirmó el estreno de este programa espiritual, mediante promociones en la cadena, para la noche del martes 10 de agosto en horario de madrugada. Una semana después, tras la emisión del cine que se programó para ese día, se estrenó Más allá de la vida con la intervención de Carmen Martínez-Bordiú, Antonio Gala, Jorge Cadaval, entre otros.
Más allá de la vida, fue estrenado el 10 de agosto de 2010 en Telecinco, con más de 1.480.000 espectadores y un 20,7% de cuota de pantalla. Estaba presentado por Jordi González con una emisión aproximadamente mensual. Este programa, se emite esporádicamente sin horario fijado ni fecha concreta y transmite al invitado los mensajes de sus seres queridos fallecidos.
En 2012, varios portales de televisión como FormulaTV publicaron que Germain, usaba pinganillo por el que le indicaban con qué personas del público supuestamente habían contactado los espíritus.

## Mecánica
Anne Germain, la médium británica era la protagonista de este formato, un programa presentado por Jordi González, en el que invitados famosos y participantes anónimos recibían, a través de ella, los supuestos mensajes de sus seres queridos.

## Equipo técnico
- Producción: Plural Entertainment
- Producción ejecutiva: Mediaset España / Olga Flórez
- Dirección y coordinación: Begoña Marín
- Presentador: Jordi González
- Médium: Anne Germain

## Invitados
Rostros conocidos del mundo del cine, la televisión, la música y el toreo han participado en Más allá de la vida. Casi un total de 25 personajes del panorama nacional y destacados profesionales de la televisión, forman parte del programa desde su debut en agosto de 2010.
Por Más allá de la vida, han pasado varias caras conocidas para escuchar los mensajes de sus seres queridos fallecidos como Sara Montiel, Lucía Bosé, Asunción Balaguer, Micky Molina, Sancho Gracia, María del Monte, María Jiménez, Chiquetete, Soraya Arnelas, Raquel Mosquera, Amador Mohedano, Jorge Cadaval, Antonio Gala, Falete, Vicky Martín Berrocal, Manuel Díaz "El Cordobés", Carolina Cerezuela, Kiko Rivera entre otros, son algunos de los famosos invitados que han pasado por este programa.

## Críticas
Entre los escépticos se critica que Germain utiliza los trucos habituales de los médium tales como la lectura en frío, informarse de la vida de sus contactados en los momentos previos al show a través de su equipo y ganchos infiltrados entre el público (lectura en caliente) o decir vaguedades que sirven para cualquiera. Al menos uno de los invitados, Santiago Segura, puso en duda las capacidades de Germain llegando a decir: “No ha acertado ni una”.
El programa de radio "Dimensión Límite" realizó un reportaje de investigación en enero de 2011 donde se mostraba como llegó a infiltrarse un miembro del equipo del programa de Telecinco en la grabación. Así pudieron detectar diferentes errores de la médium que finalmente no fueron emitidos, además de conocer las técnicas de selección del público, entre otras.
En octubre de 2012, el diario El Mundo entrevistó a un exempleado del programa, que reveló que Anne recibe perfiles detallados sobre la vida de los invitados antes de cada programa y que los repasa con su asistente antes de hablar con cada invitado. El Mundo se hizo con varios de los informes, que contienen multitud de detalles personales e íntimos sobre la vida del invitado que luego fueron empleados por la médium durante el programa, e incluso detallan los nombres de quienes lo acompañarán al programa. El bailarín Antonio Canales reconoció que lo encerraron en un camerino y lo entrevistaron durante seis horas antes de que empezase el programa. Anne contestó que no era ningún secreto que recibe perfiles sobre los invitados, y afirma que los perfiles son demasiado breves para basar sus visiones en ellos, y que nunca usa "pinganillo". El trabajador asegura que la razón por la que "no dio ni una" con el actor Santiago Segura fue porque el dossier que fue entregado a la médium no era suficientemente detallado.

## Audiencias
| Temporada | Temporada | N.º Programa(s) | Estreno              | Final                | Audiencia media | Audiencia media | Audiencia media |
| Temporada | Temporada | N.º Programa(s) | Estreno              | Final                | Espectadores    | Cuota           |                 |
| --------- | --------- | --------------- | -------------------- | -------------------- | --------------- | --------------- | --------------- |
|           | 1         | 26              | 10 de agosto de 2010 | 23 de agosto de 2012 | 1.403.000       | 16,2%           |                 |

## Versión original
Más allá de la vida es la adaptación española del programa espiritual portugués “Depois da vida”, que emite la cadena TVI desde 2010.